# Ohiói magyarok

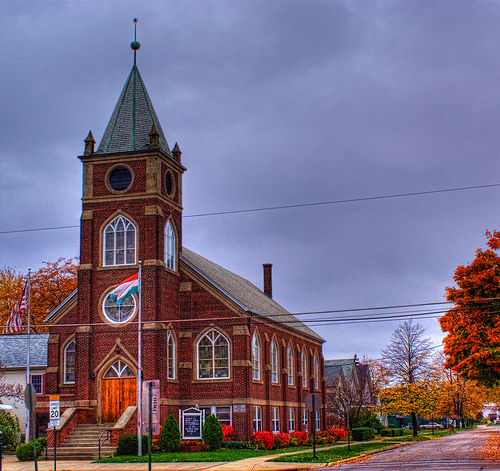
A „legmagyarabb” amerikai település, Fairport Harbor magyar református temploma, előtte a magyar zászlóval

Az ohiói magyarok az Amerikai Egyesült Államok magyar származású lakosságának Ohio államban élő csoportja. 2007-ben számuk 193 952 volt, ezzel Ohio az az állam, ahol a legtöbb magyar származású ember él. Az ohiói Fairport Harbor egyike annak a kevés amerikai településnek, ahol a lakosság 11,8%-a magyar származású. Clevelandben a mai napig is több tízezer magyar él, a város és környékén 130 ezren vannak. Egyes források úgy tartják, Cleveland volt a második legnagyobb „magyar település”. Nagyobb magyar kolónia még Toledoban található, ahonnan két magyar is az állami törvényhozás képviselője lett (ráadásul egyidőben): Újvági Péter és Matt Szollosy, valamint Toledóban van Tony Packo kávézója is. A 2000-es népszámlálás adatai szerint az állam lakosságának 0,11%-a, azaz 11 860 fő beszélt magyarul otthon, 2005-ben ez a szám 8130-ra (0,07%) csökkent.

## Történetük
A 19. század és a 20. század folyamán számos nép fiai vándoroltak az Egyesült Államokba, köztük magyarok is, és az egyik célállomás Ohio állam volt. Magyarországról főleg 1880 után érkeztek bevándorlók. 1900-ban kevesebb, mint 17 000 magyar származású bevándorló élt Ohio területén. 1920-ra számuk 73 181 főre duzzadt. Bár az első világháború előtt is érkeztek magyarok Ohióba, ezek után két nagyobb hullámban érkeztek még. Először a második világháború után, majd az 1956-os forradalom után, sokan közülük Ohióba jöttek. Az elmúlt évtizedekben a magyar közösségek felolvadtak, sokan máshova költöztek és idegenek költöztek a magyar negyedekbe.

### Clevelandi magyarok
A legtöbb magyar az Erie-tó mellett, főleg Clevelandben telepedett le, ahol olcsó munkaerőre volt szükség. 1900-ban a magyarok pontos száma 9558 volt (8%-nyi lakosság a nem-bennszülöttek között). 1920-ban Clevelandben a magyarok száma 43 134 volt, ezzel a város nem bennszülött lakosságának 18%-át alkották, saját városrésszel, mivel olyan emberek között szerettek volna élni, akik ugyanazt a nyelvet beszélik. Ez a negyed a munkahelyükhöz közel, a Madison St. (ma East 79th) és a Woodland Avenue területétől az East 65th Avenue-ig terjedő terület volt. Az 1873-ban érkező Kuntz Tivadar alapított egy céget, ahol kizárólag csak magyarok dolgoztak (2500-an). Kuntz az egyik leggazdagabb clevelandi lett és 1890-ben a Clark Avenue-n egy Hungaria Hallt építtetett. 1920-ban több mint 300 magyar tulajdonú cég és 81 magyar szervezet működött Clevelandben. A 19. század végére Clevelandnek hat magyar közössége volt már. 1900-ban alapították meg katolikus és református egyházukat, valamint önsegélyező egyesületüket. 1919-ben a clevelandi magyarok együtt ünnepelték az amerikaiakkal a háború végét, ennek ellenére sokat diszkriminálták őket. 1947 és 1953 között hatezer magyar telepedett le Clevelandben, a korábban érkezettek segítettek nekik beilleszkedni. Az 1960-as és 1970-es években nőtt a bűnözés a magyar negyedek táján (a Buckeye Roadon), így kevesebb magyar maradt ott, de azért még érezhető volt a jelenlétük. Az 1980-as évekre a magyarok létszáma elérte a 113 000 főt, majd az 1990-re visszaesett 61 681-re. Mindemellett 924 magyar szervezet működött akkor a városban.
Kossuth Lajos 1852-ben járt Clevelandben. 1888-ban egy egészségügyi szervezetet alapítottak The Count Batthyany Association, néven. 1896-ban Kohányi Tihamér megalapította a Szabadság című lapot, amit először hetente adtak ki, majd ez lett az amerikai-magyarok első napi újságja, 1940-ben naponta 40 612 példány fogyott. Emellett még öt magyar nyelvű lap szolgálta ki a clevelandi magyarságot. 1897-ben megtartották az első magyar nyelvű katolikus misét a Szent Erzsébet templomban, a misét Charles Bohm (Böhm Károly) celebrálta. Ugyancsak ő volt az, aki 1894-ben egy katolikus hetilapot, a Magyar Katolikusok Vasárnapját megalapította. Az 1896-os millenniumot Clevelandben is megünnepelték. 1904-ben egy Egyesült Magyar Társaságot alapítottak abból a célból, hogy Kossuthnak szobrot emeljenek Clevelandben. Szeptember 27-én egy bronzszobrot állítottak neki az University Circle-ön, nagy ünnepségek közepette, a parádén számos más nemzetiség is részt vett, főképp az olaszok. 1927-ben a Szabadság című újságban közölte Kende Géza az első amerikai-magyar történelmet (Magyarok Amerikában, Az amerikai magyarság története 1583-1927). A második világháború alatt mintegy 50 ezer magyar szolgált az Egyesült Államok hadseregében, a clevelandi John Hegedus kitüntetést is átvehetett fiai katonai szolgálataiért. 1954-ben Dr. Somogyi Ferenc megalapította a Clevelandi Magyar Szabadegyetemet. Az 1950-es évek végén a Clevelandi Szimfonikus Zenekar karmestere Széll György volt. Az egyik legbefolyásosabb clevelandi magyar Jack P. Russell (eredetileg Paul Ruschak) volt, aki 1957-ben a városi tanács elnöke lett és 11 évig megőrizte ezt a pozícióját. 1961-ben rendezték meg az első Éves Magyar Kongresszust, amit Nádas János szervezett meg. Ekkor alapították az Árpád Akadémiai Díjat. 1975-ben Cleveland városa felavatta a Mindszenty bíboros-teret. A teret újra felavatták 1997. május 30-án, ekkor állították fel a bíboros bronzszobrát, így Clevelandben már két magyarnak van szobra.

### Toledói magyarok

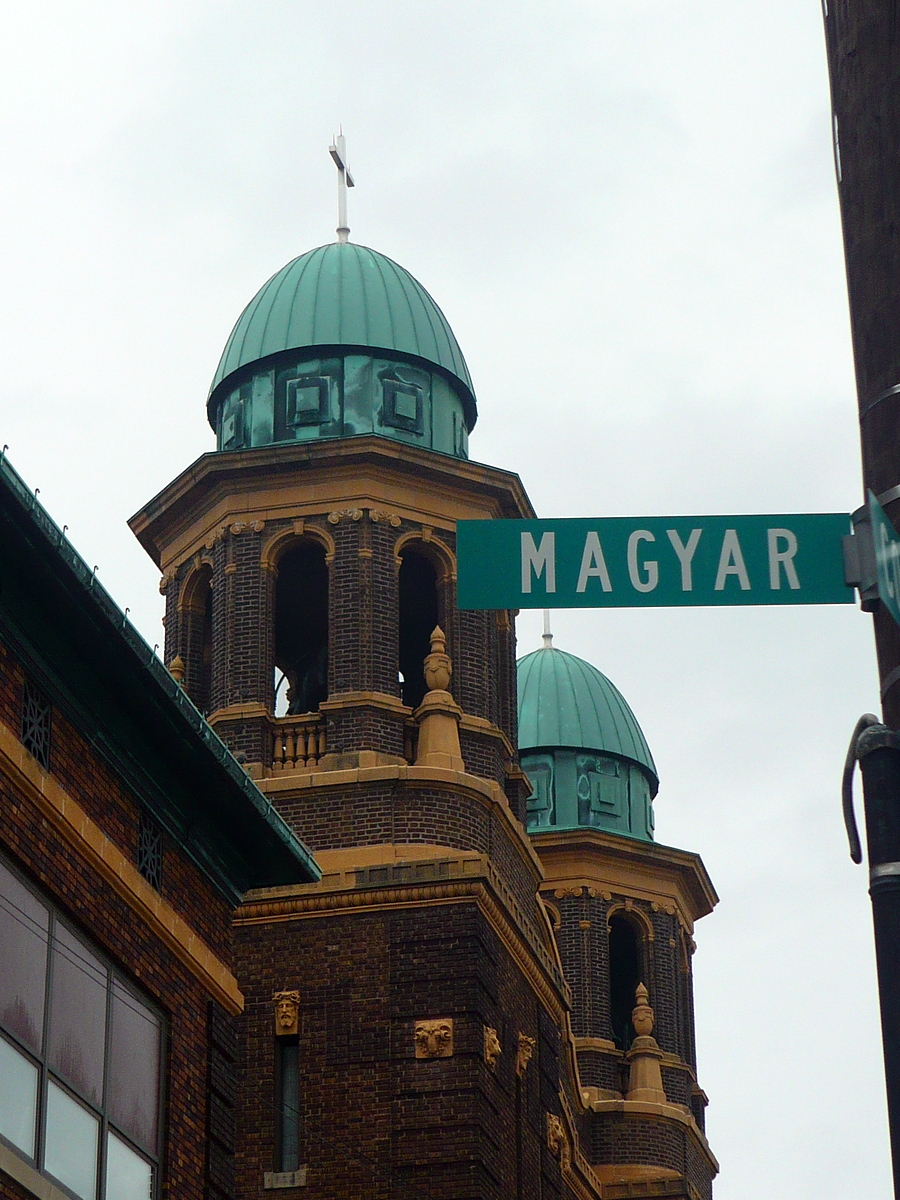
A Szent István magyar katolikus templom tornyai Toledo városában, Ohio államban. Előtérben a Magyar street utcatáblája

1892-ben a clevelandi National Malleable Castings Company mintegy kétszáz magyar munkást költöztetett Kelet-Toledóba. Ezek többsége római katolikus volt, a St. Stephen Church 1899-es megépüléséig a Sacred Heart Catholic Churchbe jártak. A helyi iratok alapján az itteni lakosság főképp a palóc területekről vándoroltak ki. 1900-ban 647-en éltek Toledóban, ez a szám 1910-re 3041-re nőtt. A városban a következő magyar egyesületek alakultak meg: Mátyás Király Egylet, Szent István Római Katolikus Társaság, Szent Mihály Görögkatolikus Segélyező Egylet, Kálvin János Társaság, valamint a nők társaságai, a Református Nők Társasága, A Szent Erzsébet Római Katolikus Női Társaság és a Görögkatolikus Női Társaság is fontos szerepet játszottak a helyi magyarság életében. Az első világháború előtt mindhárom felekezet temploma felépült. Még a háború előtt alakult meg, 1903-ban a birminghami katonai fúvószenekar, John Lengyel és Julius Bertok alapította. Fontos zenekar volt még a Rákóczy Band. A világháború alatt (mint ellenséges ország állampolgárai) bizonyítaniuk kellett az új haza iránti hűségüket, az állampolgárság felvételével vagy szabadságjegyek vásárlásával. Ekkoriban egy bizonyos János Strick volt az „elő polgár Toledóban”, mivel 20 000 dollárért vásárolt ilyen jegyeket. A világháború után sok itteni magyar egykori hazája Csehszlovákia része lett, így nem volt hova hazatérni, végleg amerikaikká váltak. Az 1920-as és 1930-as években a 2. generáció már amerikaiként vett részt a társadalmi életben. Sokan amerikaisították nevüket, pl. Kigyossyból ekkor lett Kinsey, vagy Tony Paczkoból Tony Packo. A magyar öntudat mozgatói ekkor Eördögh Elemér és Dr. Farkas Géza voltak. Eördögh 1913-ban érkezett Toledóba, ő lett a katolikus templom papja. Dr. Farkas Géza a Toledo című lap főszerkesztője volt. Farkas 1904-ben érkezett Clevelandbe, ott az Magyar Napilap szerkesztője volt. 1908-ban költözött Toledóba. A Toledo című lap 1971-ig létezett. A toledói magyarság létszáma az 1956-os menekültek érkezésével ugrott meg, mintegy 3000-en érkeztek Toledóba, akiknek egynegyede a szomszédos Birminghamben talált otthonra. Az 1970-es évekre érezhető volt a magyarság elvándorlása, a kulturális élet hanyatlása. az utolsó nagy magyar történés az 1974-es utcai blokád volt, amikor Martin Hernady, Nancy Packo, Oscar Kinsey és még páran a Consaul Street tervezett kiszélesítése ellen tiltakoztak, sikerrel. Napjainkban még mindig élnek magyarok Toledóban, bár kevesebben, mint egykor. 2006-ban 6,093 magyar élt Toledóban.
Három politikus származik Toledóból: Újvági Péter, aki 56-os menekült, és Matt Szollosy, aki már kint született. Apja, Francis Szollosy szintén politikus volt.

### Ohioi magyarok a politikában
Ohio állam törvényhozásában Toledo város körzetéből két magyart választottak meg: a Budapesten született Újvági Pétert és a Toledóban született Matt Szollosyt. Julie Hamos szintén Budapesten született 1949-ben, de 1956-tól Clevelandben nőtt fel, majd átköltözött Illinois-ba, ahol az ottani törvényhozás képviselője lett. Számos magyar származású ember található helyi kormányzati pozícióban, mint pl. Joseph Fodor ügyész, Frigyes Gonda, George Matowitz, Cleveland rendőrfőnöke vagy Hugo Varga, a közterület-felügyelet vezetője, ők mind Magyarországon születtek. Imre B. Freed Roosevelt kormányzata idején volt az Egyesült Államok kerületi ügyésze, szövetségi bírája. 1931 és 1974 között Cleveland városának bíróságán a kilenc szolgáló bíró közül általában kettő vagy három magyar volt. Julius M. Kovachy 30 évig, Louis Petrash 32 évig, Joseph Stearns 21 évig és Blanche Krupansky hét évig volt ott bíró. Andrew M. Kovachy és Blanche Krupansky Cuyahoga megye bírájaként is szolgált.
Az egyik legbefolyásosabb magyar politikus Cleveland város történetében Jack P. Russel volt, aki abaúj megyei bevándorlók gyermekeként született az Alsó Buckeye Roadon Clevelandben. Fiatal korában megváltoztatta a nevét, Ruschakról Russelre. 1943-ban beválasztották a városi tanácsba, a 16. körzet képviselőjeként (a magyar negyed volt ott). Russel 29 évig volt tagja a városi tanácsnak. Pár éven belül demokrata társai a vezetőjüknek választották, nyolc évig vezette a demokrata frakciót. 1957-ben Cleveland Város Tanácsának elnökének választották. Tizenegy évig foglalta el ezt a pozíciót. Russel indította el és szervezte meg az évenkénti Night in Budapest társadalmi estélyeket, ami a város egyik legizgalmasabb alkalmainak egyike lett.

### Hungarian-American F.C., Cleveland
A clevelandi magyaroknak saját labdarúgó-egyesületük is volt, a Hungarian-American F.C. A csapatot 1906-ban alapították. 1906 októberében csatlakoztak a clevelandi első amatőr ligához. 1919-től 1927-ig a nemzeti kupában értek el sikereket, 1919-ben és 1923-ban a harmadik fordulóig jutottak, 1927-ben a negyeddöntőig.

## Híres ohioi magyarok
- Újvági Péter – képviselő
- Matt Szollosi – képviselő
- Julie Hamos – képviselő
- Paul Newman – színész
- Chris Jansing (Christine Kapostasy) – NBC-hírolvasó
- Lou Groza
- Larry Csonka – NFL-futballista
- Iggy Katona
- Joe Eszterhas – forgatókönyvíró
- Jeno Manninger – az állam közlekedési minisztériumának államtitkára
- Jesse Csincsak – snowboardos
- Andy Farkas – labdarúgó
- Les Horvath – NFL-futballista
- Bernie Kosar – NFL-futballista
- Zoltan Mesko – NFL-futballista
- Peter Wolf Toth – szobrász
- Joseph Kosuth – művész
- Jászi Oszkár – politikus
- Kohányi Tihamér újságíró, lapszerkesztő
- Balogh Zoltán Tibor – matematikus

## Lásd még
- Magyarok az Amerikai Egyesült Államokban
- Tony Packo kávézója
- Cleveland Hungarian Heritage Society Museum
- Szent Imre római katolikus magyar templom (Cleveland, Ohio)